# Bangalore Open
Canara Bank Bangalore Open – kobiecy turniej tenisowy zaliczany do cyklu WTA. Rozgrywany na kortach twardych w hinduskim Bengaluru w latach 2006–2008.

## Mecze finałowe

### gra pojedyncza
| Rok  | Mistrzyni           | Finalistka      | Wynik            |
| 2008 | Serena Williams     | Patty Schnyder  | 7:5, 6:3         |
| 2007 | Jarosława Szwiedowa | Mara Santangelo | 6:4, 6:4         |
| 2006 | Mara Santangelo     | Jelena Kostanić | 3:6, 7:6(5), 6:3 |

### gra podwójna
| Rok  | Mistrzynie                     | Finalistki                           | Wynik             |
| 2008 | Peng Shuai Sun Tiantian        | Chan Yung-jan Chuang Chia-jung       | 6:4, 5:7, 10–8    |
| 2007 | Chan Yung-jan Chuang Chia-jung | Hsieh Su-wei Ałła Kudriawcewa        | 6:7(4), 6:2, 11–9 |
| 2006 | Liezel Huber Sania Mirza       | Anastasija Rodionowa Jelena Wiesnina | 6:3, 6:3          |